# رشته‌کوه اسکالیستی
رشته‌کوه اسکالیستی (روسی: Скалистый хребет) یک رشته‌کوه در یاقوتستان کشور روسیه است.